# Philippe Koch
Philippe Koch (Jegenstorf, Suiza, 8 de febrero de 1991) es un futbolista suizo. Juega de defensor.

## Biografía
Su hermano mayor Raphael Koch también es futbolista, juega en FC Solothurn de Suiza.

## Selección
Ha sido internacional con la Selección Sub-21 de Suiza en 19 ocasiones anotando 1 gol.

## Clubes
| Club          | País   | Año         |
| ------------- | ------ | ----------- |
| FC Zürich     | Suiza  | 2008 - 2016 |
| Novara Calcio | Italia | 2016 - 2017 |
| FC St. Gallen | Suiza  | 2017 - 2019 |